# Brém-Nagy Ferenc
Brém-Nagy Ferenc (született: Nagy Ferenc. Nyírbátor, 1965. október 30.–) magyar író, újságíró, szerkesztő.

## Életpályája
Egy Encsencs nevű nyírségi zsákfaluban nőtt fel. Édesanyja Brém Erzsébet, édesapja Nagy Ferenc. A középiskolát a debreceni Erdey-Grúz Tibor Vegyipari Szakközépiskolában végezte. Újságírást a Hajdú-bihari Napló Juhani Nagy János vezette stúdiójában tanult. Volt képesítés nélküli napközis nevelő, táviratkihordó, dolgozott a Debreceni Házgyár és a Lampart Vegyipari Gépgyár laboratóriumában, korrektorként a Nyomdaipari Fényszedő Üzemben és a Szikra Lapnyomdában. 1989-ben Eötvös Ösztöndíjat kapott.
1989-ben többedmagával elindította Szentendrén a Folyam című irodalmi, művészeti folyóiratot.
1991-ben második helyezést ért el a szombathelyi Életünk folyóirat országos novellapályázatán (első helyezést nem adtak ki), és megnyerte a debreceni Partium Irodalmi Társaságét. 1991-ben jelent meg az első könyve Vándorünnepek címmel.
1990-ben felelős szerkesztője volt a Magyar Vasárnap című hetilapnak, majd azt követően napilapok és folyóiratok tervezőszerkesztőjeként dolgozott. 2009-ben létrehozta a Nagyítás című hetilapot, amelynek a főszerkesztő-helyettese volt 2010-es megszűnéséig. Szerkesztett televíziós műsorokat, dokumentumfilmeket és portréfilm-sorozatot. Készített Marker címmel heti sajtóelemző kiadványt. Szervezett konferenciasorozatot a magyar nyilvánosságról.
Első regénye: Abisszus – Mire megérkezünk 2001-ben jelent meg.

## Könyvei
- Vándorünnepek (elbeszélések – Partium Irodalmi Társaság, 1991)
- Abisszus – Mire megérkezünk (regény – Fekete Zongora Kiadó, 2001)
- Y – Kölcsönvett történetek (elbeszélések, Urbis Könyvkiadó, 2018)

## Szerkesztőként

### Írott sajtó
- 2012–2020 Terézváros (havonta kétszer megjelenő kerületi közéleti, kulturális és életmódmagazin) főszerkesztő
- 2009–2010 Nagyítás (közéleti és kulturális hetilap) főszerkesztő-helyettes
- 1989–1991 Folyam (irodalmi, művészeti folyóirat, Szentendre) szerkesztő
- 1989–1990 Magyar Vasárnap (hetilap) felelős szerkesztő

### Film, televízió
- 2010 Peremvidék (dokumentumfilm-sorozat, 4 rész, Echo TV, társszerkesztő)
- 2007–2009 Előtér (dokumentumfilm-sorozat magyar fiatalokról, 20 rész, Echo TV, társszerkesztő)
- 1999–2001 Attitűd (kulturális magazin, City TV, felelős szerkesztő)
- 1996–1997 Móricz Zsigmond nyomában dokumentumfilmek – A senki szigete, Rejtőzködő nyomor (Duna Műhely, szerkesztő és forgatókönyvíró)
- 1994–1995 Prospera (irodalmi, kulturális magazin, TV4, szerkesztő asszisztens)